# Serra de Montagut
La serra de Montagut és una serra del terme municipal de Conca de Dalt, a la comarca del Pallars Jussà, dins de l'antic terme d'Hortoneda de la Conca, en l'àmbit dels pobles d'Herba-savina i del Mas de Vilanova, o Vilanoveta. En el seu extrem sud-est arriba a tocar el terme municipal d'Abella de la Conca, a la vall de Carreu.

La Serra de Montagut, respecte del terme d'Abella de la Conca

Està situada en els contraforts septentrionals de la muntanya de Sant Corneli, al nord-oest del cim de Montagut, a l'esquerra del riu de Carreu. Queda al sud-oest d'Herba-savina i al sud-oest del Mas de Vilanova. El seu cim més elevat és el Montagut, de 1.348,1 metres. Té forma de Y invertida, per la qual cosa a partir del cim principal, desenvolupa tres braços diferenciats.